# Pulsatilla rubra
Pulsatilla rubra is een overblijvende plant uit de ranonkelfamilie (Ranunculaceae) afkomstig uit Frankrijk en Spanje.

## Naamgeving enetymologie
- Synoniemen: Anemone rubra Lam.
- Frans: Pulsatille rouge
- Duits: Rote Kuhschelle

De botanische naam Pulsatilla is afgeleid van het Latijnse pulsare (slaan, zwaaien). Naargelang de bron zou dit slaan op de op een klok lijkende bloemen of op de zaden, die door windstoten worden verspreid. De soortaanduiding rubra is afgeleid van het Latijnse ruber (rood).

## Kenmerken
Pulsatilla rubra is een polvormende, overblijvende, kruidachtige planten, met rechtop staande wortelstokken, een tot 30 cm hoge, onvertakte stengel en een bladrozet van langgesteelde, fijnverdeelde, dubbelgeveerde bladeren met spitse bladslippen. Zowel bladeren als stengels zijn bezet met lange, zilvergrijze haren, doch minder dan bij het wildemanskruid (P. vulgaris).
De bloemen zijn groot, alleenstaand aan het einde van de bloemstengel, opgericht of knikkend, ondersteund door een kraag van geveerde schutbladen. De bloemen zijn radiaal symmetrisch, klokvormig tot uitgespreid, met meestal zes steen- of purperrode tot bijna zwarte, kroonbladachtige kelkbladen, aan de buitenzijde zilverachtig behaard. Er zijn geen echte kroonbladen. De bloem bezit talrijke geel of paars gekleurde vruchtbare meeldraden en meestal ook schijfvormige staminodiën of onvruchtbare meeldraden. Er zijn talrijke, losse vruchtbeginsels met elk een zaadknop en een lange, veervormige stijl.
De plant bloeit van april tot juni.

## Habitaten verspreiding
Pulsatilla rubra groeit voornamelijk in droge graslanden op zure bodems, op een hoogte van 400 tot 1500 m.
De plant heeft een beperkt verspreidingsgebied van Midden- en Zuid-Frankrijk (voornamelijk in en rond het Centraal Massief en in de vallei van de Loire) tot het noordoosten van Spanje.

## Taxonomie
De variëteit Pulsatilla rubra subsp. rubra var. serotina (Coste) Aichelle & Schwegler is endemisch in de Causses.
... · P. alpina (Alpenanemoon) · P. a. subsp. alpina · P. a. subsp. apiifolia (Gele alpenanemoon) · P. a. subsp. austriaca (Oostenrijkse alpenanemoon) · P. a. subsp. austroalpina · P. a. subsp. cantabrica · P. a. subsp. cyrnea · P. a. subsp. font-queri · P. a. subsp. millefoliata · P. a. subsp. schneebergensis · P. halleri · P. montana · P. pratensis · P. p. subsp. pratensis · P. p. subsp. bohemica · P. p. subsp. hungarica · P. p. subsp. nigricans · P. rubra · P. r. subsp. rubra var. serotina · P. vernalis (Lenteanemoon) · P. vulgaris (Wildemanskruid) · ...